# شهرستان المصلوب
ناحیهٔ المصلوب (به عربی: مدیریة المصلوب) یک ناحیه در یمن است که در استان جوف (یمن) واقع شده‌است.

## خصوصیات
ناحیهٔ المصلوب ۹٬۹۳۸ نفر جمعیت دارد.